# Processo coracoideo
Il processo coracoideo (dal Greco κόραξ ossia corvo) della scapola è un prolungamento che si trova ventralmente all'Acromion; fornisce il punto di origine a diversi muscoli, quali il capo breve del muscolo bicipite brachiale  e funge da origine per alcuni legamenti, quali il coracoomerale.
Puntando lateralmente e anteriormente, insieme all'acromion, serve a stabilizzare l'articolazione della spalla. È palpabile nel solco delto-pettorale tra i muscoli principali deltoide e pettorale.

## Struttura
Il processo coracoideo è uno spesso processo curvo attaccato da un'ampia base alla parte superiore del collo della scapola; corre dapprima verso l'alto e verso il basso; poi, diventando più piccolo, cambia direzione e proietta in avanti e lateralmente.
La porzione ascendente, appiattita da prima all'indietro, presenta di fronte una superficie concava liscia, attraverso la quale passa il sottoscapolare.
La porzione orizzontale è appiattita dall'alto verso il basso; la sua superficie superiore è convessa e irregolare e dà attaccamento al minore pettorale; la sua superficie inferiore è liscia; i suoi bordi mediali e laterali sono ruvidi; il primo dà attaccamento al pettorale minore e il secondo al legamento coracoacromiale; l'apice è abbracciato dal tendine congiunto di origine del coracobrachiale e dalla testa corta del bicipite brachiale e dà attaccamento alla fascia coracoclavicolare.
Sulla parte mediale della radice del processo coracoideo vi è una ruvida impressione per l'attaccamento del legamento conideo; e correndo obliquamente in avanti e lateralmente, sulla superficie superiore della porzione orizzontale, si trova una cresta elevata per l'attacco del legamento trapezoidale.

## Funzione
È il sito di inserzione per diverse strutture:
- Il muscolo pettorale minore (si inserisce al 3 °, 4 °, 5 ° e in alcune rare occasioni, 6 ° costa).
- Il capo corto del muscolo bicipite brachiale ( si inserisce alla tuberosità radiale).
- Il muscolo coraco-brachiale ( si inserisce sull'omero mediale).
- Il legamento coraco-clavicolare (si inserisce alla clavicola.) Il legamento è formato dal legamento conideo e dal legamento trapezoidale.
- Il legamento coraco-acromiale (si inserisce sull' acromion)
- Il legamento coraco-omerale (si inserisce sull'omero)
- Il legamento scapolare trasverso superiore (si inserisce sulla base del processo coracoideo nella porzione mediale della incisura soprascapolare.)

## Utilità clinica
Il processo coracoideo è palpabile appena sotto l'estremità laterale della clavicola (osso del colletto). È altrimenti noto come "lampada del neurochirurgo" perché serve da punto di riferimento per evitare danni neurovascolari. Le principali strutture neurovascolari entrano nell'arto superiore mediale del processo coracoideo, quindi gli approcci chirurgici alla regione della spalla dovrebbero sempre avvenire lateralmente al processo coracoideo.